# Opsariichthys
Opsariichthys és un gènere de peixos de la família dels ciprínids i de l'ordre dels cipriniformes.

## Taxonomia
- Opsariichthys bea (Nguyen, 1987)
- Opsariichthys bidens (Günther, 1873)
- Opsariichthys dienbienensis (Nguyen & Nguyen, 2000)
- Opsariichthys hieni (Nguyen Thai Tu, 1987)
- Opsariichthys songmaensis (Nguyen & Nguyen, 2000)
- Opsariichthys uncirostris (Temminck i Schlegel, 1846)[2][3][4][5]